# Serafino Corio
Serafino Corio (Milano, 16 gennaio 1628 – 21 aprile 1671) è stato un vescovo cattolico italiano.

## Biografia
Nato a Milano il 16 gennaio 1628, il 15 luglio 1669 fu nominato vescovo di Lodi. Ricevette la consacrazione episcopale il 19 luglio dal papa Clemente IX.
Morì il 21 aprile 1671.

## Genealogia episcopale
La genealogia episcopale è:
- Cardinale Guillaume d'Estouteville, O.S.B.Clun.
- Papa Sisto IV
- Papa Giulio II
- Cardinale Raffaele Sansone Riario
- Papa Leone X
- Papa Paolo III
- Cardinale Francesco Pisani
- Cardinale Alfonso Gesualdo di Conza
- Papa Clemente VIII
- Cardinale Pietro Aldobrandini
- Cardinale Laudivio Zacchia
- Cardinale Antonio Barberini, O.F.M.Cap.
- Papa Clemente IX
- Vescovo Serafino Corio, C.R.